# らくえん〜あいかわらずなぼく。の場合〜
『らくえん〜あいかわらずなぼく。の場合〜』（らくえん あいかわらずなぼくのばあい）は、2004年6月25日にTerraLunarから発売された月面基地前のアダルトゲーム。

## ストーリー
単なる浪人生で売れない同人作家だった「ぼく」がふとしたきっかけから、エロゲー製作に関わって行く過程を描いたコメディ。

## 登場キャラクター
ぼく
主人公。成績はオールC、野球のポジションならレフトで6番、ルックス普通の、どこにでもいる普通の人間。性格は善人だが、根性がなく、やらなければならないことでも土壇場で逃げ出してしまう。
オタク。エロゲ、フィギュア、同人誌などを買いあさっており、かなりのコレクションを所有している。絵を描いており、コミックフェスティバル（通称「コミフェ」。コミックマーケットをモデルにした世界最大の同人誌即売会）に参加していた。受験を機に、最後と決めた冬のコミフェで奮発してオフセットの同人誌を発行したが、それが人生を大きく変えることになる。
結局受験では9校受けたが、全て失敗。東京で予備校に通いながら浪人生活を送るはずだったが、そこで可憐達に誘われてエロゲブランド「ムーナス」に来て、エロゲ製作の道に足を踏み入れる。
ちなみに、主人公の名前は作中一切登場しない。妹である亜季や杏も名字は出てこない徹底ぶりで、主人公の名前は一切不明となっている。作中では、それぞれ以下のように呼ばれている。
- 紗絵からは「先輩」
- 可憐からは「あんた」「あなた」「お前」など、一般的な二人称。
- みかからは「オッチャン」
- 亜季、杏からは「にーにーちゃん」

ムーナスでは、当初原画を担当する予定だったが、諸々の大人の事情からキャラクターデザインも引き受けることとなる。作中で御守と再会時18歳と自己紹介している。
千倉 紗絵（ちくら さえ）
声：長崎みなみ
主人公の後輩。予備校において、主人公と3年ぶりに再会を果たす。実は主人公に告白して付き合っていたことがあるのだが、主人公が意識しすぎて紗絵への対応がぎこちなくなり、結果として手も握らないうちに早々と別れてしまった。
現役ながら予備校に通う真面目な性格。眼鏡をかけている。
かつては主人公も所属していた漫研にいたが、絵が上達しなかったのでシナリオばかり書いていた。
美柴 可憐（みしば かれん）
声：綾瀬まゆ
ムーナスのグラフィッカー。21歳。身長130cm。主人公が最後と決めてコミフェで出した本を気に入り、この道に引きずり込んだ。グラフィッカーだが、実質的なディレクターでもあり、さらにムービー作成や、新作告知用のポスターのDTPまで手がけるなど才能豊か。
非常に小柄で顔立ちも幼く、主人公は初めてであったとき、本気で小学生と間違えたほど。
やや暴力的だが、常識人でもある。当初、主人公が浪人生であることを知らなかったため、そのことを杏から聞いたときには凍り付いた。
御守 みか（みかみ みか）
声：桜川未央
ムーナスのライバルブランド、ミニミの原画。主人公はみかのゲームに（下半身が）随分とお世話になった。
明石生まれの三宮育ち。主人公が「世界で一番トロい関西人」と呼ぶように、とにかくのんびりとした性格で、変わった感性を持っている。
原画ではあるが、グラフィックソフトウェアは使えない。パソコンそのものにも疎く、何かあるとしばしば主人公を呼び出す。
実は物凄い巨乳の持ち主。
亜季（あき）
声：金田まひる
主人公の妹。杏とは双子。○学生。主人公が「ナマイキな方の妹」と呼ぶように、勝ち気で活発な性格。
あらゆる物事に興味を持ち、そして実際に行動するなど、バイタリティに溢れている。ひょんなことから声優事務所に誘われる。
兄を良くオタクとからかうが、兄の影響から自身もオタク趣味がある。
杏（あん）
声：草柳順子
主人公の妹。亜季とは双子。○学生。主人公が「ナマイキじゃない方の妹」と呼ぶように、大人しく優しい性格。料理や掃除など、兄たちの私生活を一手に支えている。
亜季と違って兄離れが出来ておらず、良く兄に甘えたがる。若干引きこもりなところがあり、内気な性格も手伝って、友人もほとんどいないようである。
主人公や亜季と違って、オタク趣味が全くない。しかし、兄の受験勉強が少しでもはかどればと、修羅場になっているムーナスの制作進行に志願する。それまでどんぶり勘定だったスケジュールを引き直したり、メンバーの進捗を管理したりするなどそれなりに優秀である。
ちなみに、作中ほとんど出てこない情報だが、杏の方が姉になる。
カントク
ムーナスのディレクター。もっとも、ゲーム製作におけるディレクターの役割はほとんど可憐が行っている。本名不明。
日頃はパチンコや少年野球の指導などに興じているため、仕事をしていないように見えるが、実際にはゴミ出しや本社との折衝など、誰かがやらなければならないが地味でストレスの溜まる仕事を一手に引き受けている。
カントクと呼ばれている理由は、近所の少年野球の監督をしているためらしい。28歳。
マーキー（・ザ・パスタソース）
ムーナスのプログラマ。ムーナスの正規社員ではなく、外注である。本名は小牧真治。
パスタソースの渾名が示すとおり、作るプログラムは時にバグだらけの無茶苦茶なものとなるが、その割に能力は高く高給取りである。さらにミニミからも仕事を貰っている。
下心見え見えで亜季や杏に迫るが、2人からはちょっと苦手に思われている。
実は元少女漫画家であり、見かけによらず可愛らしい画像などを作る。
田中大三郎（たなか だいざぶろう）
ミニミのディレクター兼シナリオライター。
大仰な口調で話す、暑苦しい性格。身体を鍛えているらしく、かなりの筋肉質である。
ミニミの1作目を見事にヒットさせたことから、能力はある模様。
既婚者である。28歳。
鴻巣洋祐（こうのす ようすけ）
紗絵のいとこで、亜季が憧れている舞台役者。自分の作った劇団に、亜季を誘ってくる。
エル・マリオ
メキシコ人。なぜか主人公や紗絵と同じ予備校に通っている。当初はまったく日本語が喋れなかったが、物語後半ではおそろしく上達する。

## スタッフ
- 監督・脚本・演出 - 連悠太
- 原画 - やまとなをゆき（メイン）、Karen（作中作品『ぼくのたいせつなもの』）
- 音楽 - Ben

## 主題歌
the case of us / 僕らの場合
作詞 - 連悠太 / 作・編曲 - Ben / 唄 - YUUHIGAOKA